# Margaret Morton
Margaret Morton, född den 29 januari 1968 i Ayrshire, Storbritannien, är en brittisk curlingspelare.
Hon tog OS-guld i damernas curlingturnering i samband med de olympiska curlingtävlingarna 2002 i Salt Lake City.